# بارون استراکر
بارون ولفگنگ وون استارکر (به انگلیسی: Baron Wolfgang von Strucker) یک شخصیت تخیلی و ابرتبه‌کارانه در کتاب‌های کامیک می‌باشد. این کاراکتر به دست استن لی و جک کربی خلق شده و در گروهبان فیوری و کماندوهای زوزه‌کشش شماره پنجم (ژانویه ۱۹۶۴) معرفی شد.
وی همچنین عضو گروه‌های خلافکارانه‌ای چون هایدرا و چرخ بزرگ است.
بارون استارکر یک افسر سابق نازی، یکی از فرماندهان هایدرا و دشمن شیلد، انتقام‌جویان، ایالات متحده آمریکا و به‌طور کلی دنیای آزاد بود. وی به خاطر تزریق یک نوع ویروس به خود، تقریباً پیر نمی‌شود. وی بارها تلاش کرده‌است تا با پراکنده کردن طاعون دست به نسل‌کشی و فتح دنیا بزند.
جدا از کتاب‌های کامیک، شرکت مارول از بارون استارکر در دیگر کالاهای خود از جمله پوشاک، اسباب‌بازی، ورق بازی، انیمیشن‌های تلویزیونی و بازی‌های رایانه‌ای استفاده کرده‌است.
کمپبل لین نقش او را در سریال تلویزیونی نیک فیوری: مأمور شیلد (سال ۱۹۸۸) بازی کرد در حالی که توماس کرتشمن وی را در فیلم‌های سینمایی کاپیتان آمریکا: سرباز زمستان (سال ۲۰۱۴) و انتقام‌جویان: عصر اولتران (سال ۲۰۱۵) به تصویر کشیده است.